# Övre Nilen

Delstatens läge i Sydsudan.

Övre Nilen (engelska: Upper Nile, arabiska أعالي النيل, A'ālī an-Nīl) är en av Sydsudans 10 delstater. Delstaten har gräns mot Etiopien i sydost och Sudan i norr. Befolkningen uppgick till 964 353 invånare vid folkräkningen 2008. Enligt en beräkning 2017 uppgick befolkningen då till 1 385 478 invånare. Den administrativa huvudorten är Malakal. 
Vita Nilen och dess biflod Sobat flyter genom delstaten. Staden Kodok ligger i delstaten och var centrum för Fashodakonflikten.

## Administrativ indelning
Delstaten är indelad i tolv län (county):
- Baliet
- Fashoda
- Longochuk
- Luakpiny/Nasir
- Maban
- Maiwut
- Malakal
- Manyo
- Melut
- Panyikang
- Renk
- Ulang